# Cryptocephalus globicollis
Espèce
Cryptocephalus globicollis est une espèce d'insectes de l'ordre des coléoptères et de la famille des Chrysomelidae.